# Fritz Pölsterl
Fritz Pölsterl (* 29. August 1900; † unbekannt) war ein deutscher Fußballspieler und ‑trainer.

## Sportlicher Werdegang
Pösterl kam 1925 vom FC Teutonia München zum Lokalkonkurrenten SV 1860 München, der nach der Reinlichen Scheidung zwei Jahre zuvor aus dem TSV 1860 München entstanden war und in diesem 1934 wieder aufging. 1926 zog er zum Rheydter SV weiter, später lief er für den Kölner BC 01 auf. 
Ab 1931 war Pölsterl Spielertrainer bei Wormatia Worms, ehe er ab April 1932 in gleicher Funktion zum Ortsrivalen Alemannia Worms weiterzog. 1933 war er als Spielertrainer beim VfR Bürstadt tätig.
In den 1930er Jahren war Pölsterl bei Tennis Borussia Berlin engagiert, ab 1938 war er als Trainer beim SV Arminia Hannover in der Gauliga Niedersachsen sowie nach Ende des Zweiten Weltkriegs in der Oberliga Niedersachsen tätig. 1946 übernahm er als Nachfolger des Meistertrainers von 1938 Robert Fuchs den Trainerposten beim Ortsrivalen Hannover 96, wurde aber bereits im Folgejahr von seinem Vorgänger wieder beerbt. Anschließend übernahm er den Süd-Oberligisten Schwaben Augsburg, Ende Mai 1949 verpflichtete ihn Alemannia Aachen als neuen Cheftrainer. Es folgten Engagements im Südwesten Deutschlands beim Mannheimer Stadtteilklub VfL Neckarau, Eintracht Trier, dem VfR Frankenthal und dem FV Speyer in den seinerzeit erstklassigen Oberligen Süd bzw. Südwest. Nachdem er zeitweise ohne Engagement geblieben war, kehrte er 1958 nach München zurück, wo er zeitweise den Amateurklub SV 1880 München betreute. Im Sommer 1964 betreute er kurzzeitig als Urlaubsvertretung von Hans-Wolfgang Weber die Wettkampfmannschaft des FC Wacker München in der Vorbereitung auf die Regionalliga-Spielzeit 1964/65.